# Гренландия
Гренландия (на гренландски: Kalaallit Nunaat; на датски: Grønland; букв. на български: „Земя на гренландците“, „Зелена земя“) е самоуправляваща се провинция, намираща се между Северния ледовит океан и Атлантическия океан. Тя представлява арктическа островна територия на Дания и е част от континента Северна Америка както в географски, така и в етнически смисъл. В политически и исторически план Гренландия е много по-тясно свързана с Европа и по-специално с Исландия, Дания и Норвегия. Страната е едновременно най-голямата зависима територия и най-големият остров. (Австралия и Антарктика (по-точно Антарктида) са по-големи от Гренландия, но се считат за континенти, а не за острови.) С население от 55 847 души (януари 2016) тя е една от най-рядко населените страни в света.
През 1979 г. Дания предоставя на Гренландия известна автономия и я прави равнопоставен член на Кралство Дания. През 2008 г. Гренландия провежда референдум за по-голяма автономия. Това се осъществява през следващата година, като Копенхаген запазва контрола над външната политика, отбраната, финансовата политика и осигурява годишна помощ от 3,4 млрд. датски крони или около 11 300 щатски долара на гренландец.

## История
Островът е открит от исландския моряк Гунбьорн около 875 г. (въпреки че не слиза на брега). През 982 г. исландецът с норвежки произход Ейрик Рауда прави първото обследване на острова и го нарича Гренландия (букв. „зелена земя“).
През 983 г. в Южна Гренландия са основани нормански (исландски) колонии, съществували до XV век. През IX век населението на Гренландия приема християнството (през 1126 г. в Гренландия е основано първото епископство). От 1262 г. до началото на XVIII век Гренландия формално принадлежи на Норвегия (въпреки че от XIV век контактите с гренландските колонии се прекратяват, а век по-късно норманското население на острова частично измира, частично се смесва с ескимосите).
През XV век към Гренландия започват да се движат ледници, лятното разтопяване на почвата става все по-кратковременно и към края на века на острова се установява вечна замръзналост.
Второ откритие от европейците на Гренландия е извършено около 1500 г. от португалските братя Кортириали. През 1721 г. започва колонизацията на острова от Дания. През 1744 г. Дания установява държавен монопол на търговията с Гренландия. През 1814 г. след разтрогването на датско-норвежката уния Гренландия остава с Дания и до 1953 г. е нейна колония. През 1953 г. Гренландия е обявена за част от кралството.
През април 1940 г., след като Дания бива окупирана от Третия райх, правителството на САЩ поема военната отбрана на острова и се създават няколко военни бази. След влизането на Дания в НАТО (4 април 1949 г.) през 1951 г. е подписано ново съглашение, според което двете страни осигуряват съвместна отбрана на острова.

### Автономия от Дания
През 1979 г. датският парламент дава широка автономия на Гренландия. През 1985 г. тя излиза от Европейската общност, докато Дания остава в нея.
На 21 юни 2009 г. Гренландия възприема форма на самоуправление в областта на правните въпроси, полицията и използването на природните си богатства. Гренландците са признати като отделна нация съгласно международното право. Дания запазва контрола върху финансовата, външната политика и отбраната, докато местните органи поемат отговорността за полицията и съдебната система. Копенхаген продължава да отпуска годишна помощ от 3,4 млрд. датски крони, но след като Гренландия започне да получава приходи от природните си богатства (нефт, природен газ и диаманти), помощта ще бъде постепенно намалявана. По своя път към откъсване от датското управление гренландският език е приет за единствен официален език в Гренландия на историческа церемония.

## Политика
Гренландия е самоуправляваща се територия. Нейният парламент – Ландстинг (състоящ се от 31 членове, избирани през 4 години), упражнява законодателната ѝ власт, а Дания – само външната ѝ политика. Гренландия се присъединява към Европейския съюз през 1972 г., но само след 10 години, след референдума през 1982 г., се взема решение за излизане от общността.
В началото на април 2008 г. Гренландия поиска независимост върху използването на природните си богатства от Дания. Резултатът от референдума влезе в сила на 21 юни 2009 г., като Гренландия получи исканата разширена автономия, според която изцяло под контрола на гренландското правителство преминават полицията, правосъдието и използването на природните богатства. Въпросите относно външната политика и отбраната се решават едностранно от Дания.

## География
Гренландия е разположена на най-големия остров в света, а също на многобройни по-малки острови близо до него. Най-близки до Гренландия страни са Канада, разположена на запад и югозапад през пролива Нарс и Бафиново море и имаща обща граница (1,2 km) с нея на малкия остров Ханс, и Исландия, на югоизток в Атлантическия океан.
Поради глобалното затопляне през април 2007 г. е установено появяването на нов остров край отдалечения източен бряг на Гренландия.
Остров Гренландия е най-близко разположената суша до Северния полюс и със своята площ от 2 175 600 km2 е най-големият остров на Земята. Преди хиляди години ледниците оформили разнообразен планински крайбрежен релеф, разчленен от дълбоки и разклонени заливи – фиорди, скалисти полуострови и островчета. По стръмните брегове се спускат ледници, от които се откъсват огромни плаващи ледени планини – айсберги. Най-високата точка на острова е връх Гунбьорн (3700 m).
Климатът по крайбрежието е субарктически и арктически. През острова често преминават циклони, съпровождани от силни ветрове и рязко изменение на температурата. Средната януарска температура на крайбрежието е от -7 °C на юг до -36 °C на север, а средната юлска температура е от 10 °C на юг до 3 °C на северозапад. В центъра на Гренландия средната температура през февруари е -47 °C (абсолютният минимум е -70 °C), а средната юлска температура е -12 °C. Общото количество на падналия валеж в Южна Гренландия е 800 – 1000 mm, а в Северна 150 – 250 mm. В крайните югоизточни части пада повече от 2500 mm валеж годишно. През последните години ледът се топи все по-бързо, като голяма част от него не се възстановява.

## Административно деление
Гренландия е поделена на 4 комуни (или общини). Новото териториално деление влиза в сила на 1 януари 2009 г., като то не включва авиобазата Туле и Североизточния гренландски национален парк. Най-голямата от тях, Qaasuitsup Kommunia, е разделена на 1 януари 2018 г., като образува новите общини Avannaata и Qeqertalik, с което комуните стават 5 (Avannaata, Kujalleq, Qeqertalik, Qeqqata и Sermersooq).

## Население
Населението на страната е 57,6 хил. души (юли 2010), от тях 90% са ескимоси. В броя на жителите не влиза персоналът във военните бази на САЩ (2 – 4 хил. души).
След Втората световна война в резултат на снижението на смъртността (8/1000 д.) и рязкото увеличение на раждаемостта (50/1000 д.) се наблюдава демографски бум. През 2010 г. раждаемостта е 14,68 души на 1000 ж., смъртността – 8,05 на 1000 ж., емиграцията от Гренландия – 5,99 от 1000 ж. В резултат естественият прираст на населението е 0,06%.
Повече от 9/10 е съсредоточено на югозападното крайбрежие, където са и най-големите градове – столицата Нуук (18 хил. ж.), Какорток, Сисимиут, Маниитсок. Най-разпространените езици са гренландски, датски и английски. Преобладаващата религия е лутеранството.

### Образование
В Гренландския университет в Нуук следват около 150 студенти, сред които има малко чужденци. Провеждат се бакалавърски и магистърски програми по управление, социална история на Гренландия, гренландски език и литература, медийни науки. Повечето курсове се водят на датски, някои на гренландски. Учебният процес осъществяват 14 преподаватели и 20 сътрудници. Университетската библиотека разполага с повече от 18 000 книги. Бюджетът е 14,8 млн. датски крони.

### Социални проблеми
Според някои изследвания, една трета от момичетата в Гренландия стават жертва на сексуален тормоз. Големи проблеми са алкохолизмът и много самоубийства (едно от най-високите числа в света, основно сред младежи). Разликата между бедни и богати е по-голяма от тази в Съединените щати. Всяко шесто гренландско дете страда от недохранване.

## Икономика
20% от трудоспособното население е заето в риболова и рибноконсервната промишленост, около 55% са заети в обществените служби, повече от 10% са безработни и само 2,5% (около 600 души) все още живеят от лов благодарение на помощите от държавата. Днес Гренландия е силно зависима от риболова и износа на риба; уловът на скариди е безспорно най-големият източник на доходи. Започната е разработката на въглеводородни и минерални залежи, но видим резултат може да се очаква едва след няколко години. Създадена е и държавна петролна компания – NUNAOIL. Единственият сектор от икономиката с добър краткосрочен потенциал е туризмът, но приходите от него са ограничени заради късия сезон и високите разходи. Държавният сектор, включващ държавни предприятия и институции, играе основна роля в гренландската икономика. Около половината от правителствените средства се отпускат от датското правителство. БВП на глава от населението в Гренландия е сходен с този на по-слабите икономически страни в Европа.
В началото на 90-те гренландската икономика преживява криза, от която се възстановява през 1993 г. Частична причина за кризата е търговският дефицит, появил се през 1990 г. след затварянето на последните останали оловни и цинкови мини. Фискалната политика, следвана от управляващите, довежда до ниска инфлация и бюджетен излишък.

### Транспорт
Пътна мрежа в Гренландия практически отсъства, затова пътуването с автомобил е възможно само в пределите на едно населено място и неговите околности. Причината за това е релефът и климатът, а също и отдалечеността на населените места едно от друго. Между два отделни града е възможно придвижване на кучешки впрягове и снегоходи или чрез самолет. Жп мрежа на острова няма. Развито е морското корабоплаване.
В Гренландия има 14 летища и 52 хеликоптерни площадки. Национален превозвач е Air Greenland. Главните летища са в момента Кангерлусуак и Нарсарсуак.

## Култура
Културата на Гренландия има много общо с инуитските традиции, които са етническо мнозинство. Много хора все още се занимават с риболов, а годишно се провеждат състезания с кучешки впрягове. В днешно време Гренландия все повече се превръща в туристическа атракция.

## Галерия
- Снимки на природата в Гренландия
- Ледников каньон в Северна Гренландия
- Ледников каньон в Северна Гренландия
- Ескимос, ловец на мечки
- Инуитско семейство в Гренландия